# Jedielewo (obwód uljanowski)
Jedielewo (ros. Еделево) – wieś (sieło) w Rosji, w obwodzie uljanowskim, w rejonie kuzowatowskim. W 2010 liczyła 987 mieszkańców.